# فرانك شيل
فرانك شيل (بالإنجليزية: Frank Schell)‏ هو مجدف أمريكي، ولد في 22 أكتوبر 1884 في هاريسبرج في الولايات المتحدة، وتوفي في 5 ديسمبر 1959 في نيو روتشيل في الولايات المتحدة.

## وصلات خارجية
- فرانك شيل على موقع الاتحاد الدولي للتجديف (الإنجليزية)
- فرانك شيل على موقع اللجنة الأولمبية الدولية (الإنجليزية)
- فرانك شيل على موقع أوليمبيديا (الإنجليزية)